# Marand
Marand este un oraș din Iran.